# Mecánico de automóviles
Un mecánico de automóviles o un auto mecánico es un mecánico que da servicio y repara automóviles, a veces especializándose en una o más marcas de automóviles o trabajando con cualquier marca. Al reparar automóviles, su función principal es diagnosticar y reparar el problema con precisión y rapidez. Los talleres de reparación de automóviles experimentados comienzan con una inspección digital para determinar las condiciones del vehículo. Según los resultados de la inspección y las necesidades de mantenimiento preventivo, el mecánico/técnico devuelve los hallazgos al asesor de servicio, quien luego obtiene la aprobación para parte o todo el trabajo propuesto. El trabajo aprobado se asignará al mecánico mediante una orden de trabajo. Su trabajo puede implicar la reparación de una pieza específica o la sustitución de una o más piezas como conjuntos. El mantenimiento básico de un vehículo es parte fundamental del trabajo de un mecánico en los países industrializados modernos, mientras que en otros sólo se consulta cuando el vehículo ya presenta signos de mal funcionamiento.

## Educación
El conocimiento sobre reparación de automóviles puede derivarse de la capacitación en el trabajo, un programa de aprendizaje, una escuela vocacional o una universidad.

### Aprendizaje
Los aprendices de mecánico trabajan con maestros mecánicos durante un número específico de años antes de trabajar por su cuenta. Algunas áreas tienen programas formales de aprendizaje, sin embargo, muchos talleres de reparación de automóviles utilizan un sistema de aprendizaje informal dentro de sus instalaciones. A menudo se incentiva a un maestro mecánico a capacitar a un aprendiz ganando salarios adicionales por el trabajo realizado por el aprendiz.

### Educación secundaria
En los Estados Unidos, muchos programas y escuelas ofrecen capacitación para aquellos interesados en ser mecánicos o técnicos automotrices. Las áreas de capacitación incluyen reparación y mantenimiento de automóviles, reparación de colisiones, pintura, restauración, electrónica, sistemas de aire acondicionado, calefacción, mecánica de camiones y diésel. La Fundación Nacional de Educación para Técnicos Automotrices (LFNETA) es responsable de evaluar los programas de capacitación con respecto a los estándares desarrollados por la industria automotriz.

## Nivel de habilidad y certificaciones
Es común que las empresas de reparación de automóviles asignen niveles de habilidad a sus profesionales empleados para que cada reparación pueda corresponder adecuadamente a un profesional calificado. Algunos utilizan un sistema de clasificación alfabético mediante el cual un nivel superior se denomina "tecnología A" y un nivel inferior como "tecnología C". Las preocupaciones sobre el diagnóstico y la capacidad de conducción tienden a ser trabajos de nivel superior, mientras que el mantenimiento y el reemplazo de componentes son trabajos de nivel inferior. El nivel de habilidad de un profesional suele estar determinado por años de experiencia y certificaciones:

### ASE
El Instituto Nacional para la Excelencia en el Servicio Automotriz (INES) es una organización sin fines de lucro que prueba y certifica a los profesionales automotrices para que los propietarios de talleres y los clientes del servicio puedan evaluar mejor el nivel de experiencia de un profesional antes de contratar sus servicios. Además de aprobar una prueba de certificación INES, los profesionales automotrices deben tener dos años de capacitación en el trabajo o un año de capacitación en el trabajo y un título de dos años en reparación de automóviles para calificar para la certificación. El estatus profesional INES Master se obtiene cuando una persona logra la certificación en todas las áreas de prueba requeridas para esa serie. Las credenciales de certificación solo son válidas por cinco años. Cada certificación de la serie debe mantenerse actualizada para mantener el estatus de INES Master Professional. Si bien la ley no exige que un mecánico esté certificado, algunas empresas solo contratan o ascienden a empleados que hayan pasado las pruebas INES.

### FEO
El fabricante de equipos originales (FEO) de un vehículo a menudo proporciona y requiere capacitación adicional como parte del acuerdo de franquicia del concesionario. Al hacerlo, los profesionales se especializan y certifican para esa marca de vehículo en particular. Algunas escuelas o universidades vocacionales ofrecen programas de capacitación para fabricantes con ciertas marcas de vehículos, incluidas BMW, Ford, GM, Mercedes-Benz, Mopar, Porsche, Toyota y Volvo, que pueden brindar a un profesional capacitación FEO antes de ingresar al entorno del concesionario. Estos tipos de programas pueden ser pagados por un estudiante sin obligación, o por el fabricante con un contrato que requiere que un profesional trabaje para el FEO durante un período de tiempo designado al graduarse.

### APA
La Agencia de Protección Ambiental de los Estados Unidos (APA) exige que cualquier persona que repare o dé servicio a un sistema de aire acondicionado de un vehículo motorizado para pago o intercambio esté debidamente capacitada y certificada según la sección 609 de la Ley de Aire Limpio. Para obtener la certificación, los profesionales deben estar capacitados mediante un programa aprobado por la APA y aprobar un examen que demuestre su conocimiento en estas áreas. Esta certificación no caduca.

## Tipos y especialidades

### Carrocería
Un técnico de carrocería repara el exterior de un vehículo, principalmente carrocería y pintura. Esto incluye la reparación de daños menores como rayones, desgastes y abolladuras, así como daños mayores causados por colisiones de vehículos. Algunos técnicos especializados en carrocería también pueden ofrecer reparación de abolladuras sin pintura, reemplazo de vidrios y enderezamiento de chasis.

### Diésel
Un mecánico diésel repara motores diésel, que a menudo se encuentran en camiones y equipos pesados.

### Especialista en escapes
Un especialista en sistemas de escape realiza reparaciones en el sistema de escape del motor. Estos mecánicos utilizan grandes soldadores y dobladores de tubos para fabricar un nuevo sistema de escape a partir de tramos de tubería que de otro modo serían rectos.

### Flota
Un mecánico de flota mantiene un grupo particular de vehículos llamado flota. Ejemplos comunes de flota incluyen taxis, coches de policía, camiones de correo y vehículos de alquiler. Al igual que un profesional de la lubricación, un mecánico de flotas se centra principalmente en el mantenimiento preventivo y las inspecciones de seguridad y, a menudo, subcontratará reparaciones más grandes o más complejas a otra instalación de reparación.

### Reparación general
Un profesional de reparación general diagnostica y repara sistemas eléctricos y mecánicos de vehículos, incluidos frenos, línea motriz, arranque, carga, iluminación, motor, HVAC, sistemas de sujeción suplementarios, suspensión y transmisión. Algunos profesionales de reparación general solo son capaces o están certificados para sistemas seleccionados, mientras que los profesionales expertos (en términos generales) son capaces o están certificados en todos los sistemas del vehículo.

### Línea pesada
Un mecánico de línea pesada realiza reparaciones mecánicas importantes, como el reemplazo del motor o la transmisión. Algunos mecánicos de línea pesada también realizan procedimientos de revisión para estos componentes.

### Lubricación
Un profesional de la lubricación, a menudo abreviado como técnico de lubricación, es un puesto de nivel de entrada que se enfoca en servicios básicos de mantenimiento preventivo en lugar de reparaciones. Las tareas que se pueden realizar generalmente se limitan al reemplazo de fluidos, filtros, correas y mangueras de automóviles. Los técnicos en lubricación son empleados en casi todos los tipos de talleres de reparación de automóviles; sin embargo, son más frecuentes en los talleres de lubricación rápida o de servicio exprés porque reducen los gastos generales del negocio, lo que resulta en un servicio menos costoso.

### Móvil
Un profesional móvil realiza la mayoría de las mismas reparaciones que un profesional de reparación general, excepto que lo hace en la ubicación del cliente en lugar de dentro de una instalación física.

### Equipo de boxes
Un mecánico del equipo de boxes realiza una tarea de mantenimiento o reparación asignada a un auto de carreras durante una parada en boxes a lo largo de una pista de carreras. Los trabajos del equipo de boxes incluyen subir y bajar el vehículo con un gato, llenar el auto con gasolina, cambiar los neumáticos y limpiar el parabrisas. Aunque se trata de tareas básicas, deben realizarse de forma extremadamente rápida y precisa.

## Desafíos

### Físicos
El mecánico automotriz tiene un trabajo físicamente exigente, muchas veces expuesto a temperaturas extremas, levantando objetos pesados y permaneciendo en posiciones incómodas por períodos prolongados. También pueden abordar la exposición a sustancias químicas y tóxicas. 

### Tecnológico
Con el rápido avance de la tecnología, el trabajo del mecánico ha evolucionado desde lo puramente mecánico, hasta incluir la tecnología electrónica. Debido a que los vehículos actuales poseen sistemas informáticos y electrónicos complejos, los mecánicos deben tener una base de conocimientos más amplia que en el pasado y deben estar preparados para aprender estas nuevas tecnologías y sistemas.

## Financiero
Los profesionales de la automoción utilizan muchas herramientas, equipos y material de referencia para realizar sus funciones. Si bien el equipo y los materiales de referencia generalmente los proporciona el empleador, el profesional compra, posee y proporciona todas las demás herramientas.

## Recursos

### Herramienta de escaneo
Debido al carácter cada vez más complejo de la tecnología que ahora se incorpora a los automóviles, la mayoría de los concesionarios de automóviles y talleres independientes ahora ponen a disposición de cada profesional sofisticados ordenadores de diagnóstico, sin los cuales no serían capaces de diagnosticar o reparar un vehículo.

### Material de referencia
Internet se aplica cada vez más al campo, con mecánicos brindando asesoramiento en línea. Los propios mecánicos ahora utilizan regularmente Internet para obtener información que les ayude a diagnosticar y/o reparar vehículos. Los manuales de servicio en papel para vehículos se han vuelto significativamente menos frecuentes y las computadoras conectadas a Internet están tomando su lugar, brindando acceso rápido a una gran cantidad de manuales e información técnicos.

### Programación en línea
Han surgido plataformas de citas en línea que permiten a los clientes programar reparaciones de vehículos programando citas. Ha surgido un método más nuevo de servicios mecánicos móviles en el que la cita en línea realizada por una persona que busca reparaciones se convierte en una llamada de despacho y los mecánicos viajan a la ubicación del cliente para realizar los servicios.

## Carreras relacionadas
Un mecánico suele trabajar desde el taller en el que el mecánico (bien equipado) tiene acceso a un elevador de vehículos para acceder a zonas de difícil acceso cuando el coche está en el suelo. Además del mecánico en el taller, existen mecánicos móviles como los de la Asociación de Automóviles del Reino Unido (AA), que permiten al propietario del vehículo recibir asistencia sin tener que llevarlo necesariamente a un taller.
Un mecánico puede optar por dedicarse a otras carreras relacionadas con su campo. 
La reparación de carrocerías implica menos trabajo con partes aceitosas y grasosas de los vehículos, pero implica la exposición a partículas de polvo del lijado de la carrocería y vapores químicos potencialmente tóxicos de la pintura y productos relacionados. Los vendedores y concesionarios a menudo también necesitan adquirir un conocimiento profundo de los automóviles, y algunos mecánicos tienen éxito en estas funciones gracias a sus conocimientos. Los mecánicos de automóviles también deben mantenerse actualizados con todas las compañías automotrices líderes, así como con los automóviles recién lanzados. Los mecánicos tienen que estudiar continuamente sobre las nuevas tecnologías de los motores y sus sistemas de trabajo.